# Řadnice

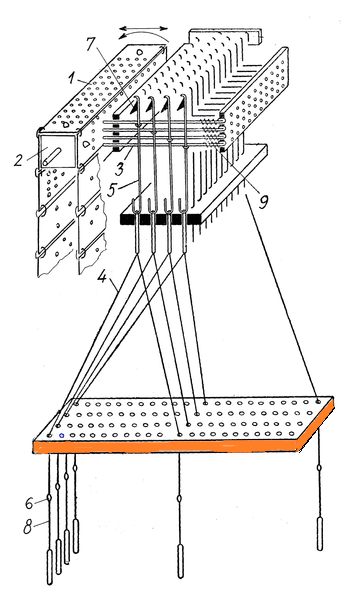
Schéma žakárového ústrojí s řadnicí

Řadnice  (angl.: comber board, něm.: Chorbrett) je roštová deska sloužící k vedení zdvižných šňůr  žakárového brda v určitém pořádku a příslušné hustotě.

## Funkce řadnice
Na nákresu vpravo je znázorněno postavení (červeně značené) řadnice v žakarovém brdu:
Děrnou kartou (1) je řízeno vzorování tkaniny a tím i směr návodu zdvižných šňůr (4) zavěšených na platinách (5) a pozice nitěnek (6). Podle směru návodu se rozlišují způsoby řadění:
- hladké – při pravidelném opakování vzoru v šířce tkaniny
- zpáteční – při tkaní velkých vzorů
- smíšené – pro tkaniny s bordurou[2]
- víceřádkové – pro tkaniny se dvěma nebo více osnovami[3]

Počet otvorů v řadnici odpovídá počtu vzorujících nití v celé šířce tkaniny. Počet řádků na 100 mm udává číslo řadnice, které se dá přibližně určit podle vzorce 
{\displaystyle cr={\frac {cp.pn}{ppr}}}, kde
cr = číslo řadnice
cp = číslo  paprsku
pn = počet nití do zubu paprsku
ppr = počet podélných řad v řadnici
Řadnice se používají jak na strojích se vzorováním s děrnými kartami, tak i na moderních zařízeních elektronicky řízených počítačovým programem. V roce 2024 vyrábí řadnice také několik českých firem.